# العلقتين
العلقتين هو اسم تجمع سكاني فلسطيني في منطقة دورا يضم العلقة التحتا والعلقة الفوقا، يقع جنوب غرب مدينة الخليل وعلى بعد 12 كم منها، في محافظة الخليل جنوب الضفة الغربية.

## السكان
وفق تقديرات جهاز الإحصاء المركزي الفلسطيني لتعداد السكاني الفلسطيني لعام 1997، العلقة التحتا: بها 125 نسمة، والعلقة الفوقا: بها 96 نسمة، 

## الحكم المحلي
تدار العلقتين من قبل مجلس قروي مشترك يتبع وزارة الحكم المحلي الفلسطينية يعرف (مجلس قروي امريش، عبدة، العلقتين).